# Thelma Estrin
Thelma Estrin (Nueva York, 21 de febrero de 1924-Santa Mónica, 15 de febrero de 2014), fue una informática estadounidense. Pionera en los campos de la ingeniería biomédica y los sistemas expertos, fue una de las primeras en aplicar la tecnología informática en los ámbitos de la salud y la medicina. También fue profesora en el departamento de informática en la Universidad de California.

## Juventud y educación
Thelma Austern nació en Nueva York, donde fue al colegio público. Desde que era joven demostró aptitudes para las matemáticas y empezó sus estudios superiores para contable en la Universidad de la Ciudad de Nueva York, donde conoció a Gerald Estrin con quien se casó a los 17 años de edad. Cuando éste se marchó a la guerra, Thelma asistió a un curso de tres meses de asistente de ingeniería en la universidad privada de Nueva Jersey "Stevens Institute of Technology" en 1942, y comenzó a trabajar en la radio.
Tras la guerra, Thelma y Gerald entraron en la Universidad de Wisconsin-Madison, donde ambos se graduaron en ingeniería eléctrica. Thelma obtuvo su doctorado en 1951.

## Princeton y la investigación en ingeniería biomédica 1951-1953
A principios de la década de 1950 la pareja se mudó a Princeton, Nueva Jersey, donde Gerald se unió al Instituto de Estudios Avanzados de Princeton y se asoció con el grupo que se formó alrededor de John von Neumann. Thelma obtuvo un puesto de investigación en el Departamento de Electroencefalografía del Instituto Neurológico de Nueva York en el Hospital Presbiteriano de Columbia en la ciudad de Nueva York, donde desarrolló un interés en la ingeniería biomédica.

## Mudanza a la Universidad de California 1953
En 1953 Gerald obtuvo un puesto de profesor en la Universidad de California (UCLA) y ambos se mudaron a Los Ángeles. Cuando el marido de Thelma comenzó a trabajar en UCLA, ella empezó a trabajar en otra universidad secundaria, "Los Angeles Valley College" en San Francisco (California, Estados Unidos) donde enseñó dibujo. En 1954, ella y Gerald viajaron a Israel, donde ayudaron a construir el primer ordenador, la computadora automática Weizmann o WEIZAC. A su regreso a Los Ángeles en 1960, Thelma se asoció con el Instituto de Investigación en Neurociencia de la Universidad de California (UCLA), estableció el Laboratorio de procesamiento de datos del Instituto en 1961 y lo dirigió entre 1970 y 1980. Durante su gestión diseñó y desarrolló uno de los primeros sistemas de conversión de datos analógicas a digitales que podría convertir señales analógicas de electroencefalogramas (EEG) a señales digitales.

## Profesora de Informática, Universidad de California, Los Ángeles, 1980
En 1980 aceptó un puesto como profesora en el Departamento de Informática de la Escuela de Ingeniería y Ciencias Aplicadas. Desde 1982 a 1984 ocupó un puesto rotativo en la Fundación Nacional para la Ciencia como directora de Investigación Electrónica, Informática y de Sistemas. Fue presidenta de la Sociedad de Ingeniería en Medicina y Biología del Instituto de Ingenieros eléctricos y electrónicos (EMBS) y la primera vicepresidenta ejecutiva del Instituto de Ingenieros Eléctricos y Electrónicos IEEE.

## Estudios de la mujer y ciencias de la computación
Thelma publicó un artículo en 1996 sobre estudios sobre la mujer y ciencias de la computación para discutir la intersección entre las dos disciplinas ya que “ambas evolucionaron como disciplinas académicas en la década de 1960, pero evolucionaron por caminos muy diferentes”. En este artículo, Estrin conecta la epistemología feminista y sus valores pedagógicos sobre las formas en que la informática podría ser “más relevante para estudiantes minoritarios y de bajos ingresos”. Estrin explica que los estudios sobre la mujer no abordaron los subcampos de la ciencia y la ingeniería de la informática y la ingeniería biomédica, que según ella "creaban herramientas para la exploración de la salud de la mujer y los derechos reproductivos" hasta 25 años después de su fundación. Por el contrario, los estudios sobre la mujer se centraron en la "experiencia inmediata de la mujer" a través de las disciplinas de humanidades. "Los estudios sobre la mujer", escribe Estrin, "implican ampliar el mundo de la ciencia y la tecnología desde su historia patriarcal, que considera estas disciplinas como inherentemente masculinas." Escribe que los estudios sobre la mujer buscan "entender los elementos de género en las situaciones sociales y políticas", lo cual es necesario para "ampliar el acceso de las mujeres a la tecnología."

## Premios
En 1984 recibió la medalla del siglo IEEE. En 1989 fue premiada con el doctorado de ciencias honorífico por la Universidad de Wisconsin-Madison. También ganó un Programa Fulbright en el Instituto Weizmann de Israel para estudiar patrones de electroencefalogramas (EEG) de pacientes epilépticos en 1963. En 1981 recibió el premio de ingeniero del año del Instituto de California de Progreso de la Ingeniería y en 1982 el premio "Service" por la Asociación por las Mujeres en Informática, así como el premio "IEEE Haraden Pratt" y el premior a los Grandes Logros  de la Fundación Nacional de Ciencia. Era miembro del IEEE, de la Academia Americana de Artes y Ciencias y miembro fundador del Instituto Americano de Ingeniería Médica y Biológica.

## Vida personal
Estrin se retiró en julio de 1991 a la edad de 67. Thelma tuvo tres hijas: Margo Estrin es médico, Deborah Estrin informática y Judith Estrin es directora ejecutiva en una compañía privada enfocada en impulsar la innovación en negocios, gobierno y organizaciones sin ánimo de lucro.